# Murailles d'Athènes

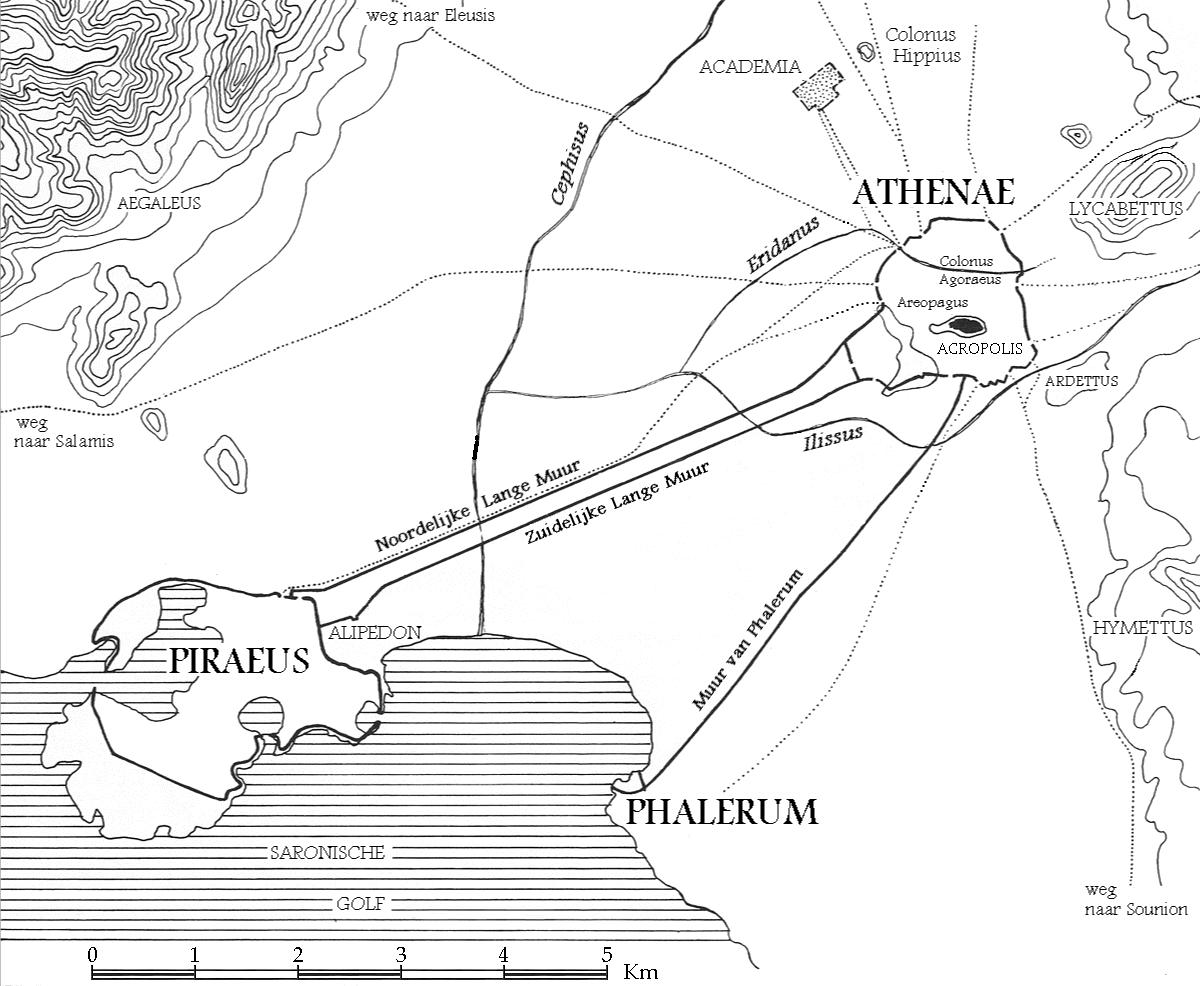
Les fortifications de l'Athènes classique, avec le mur de Thémistocle et les Longs Murs, et les mentions du Pirée et de Phalère.

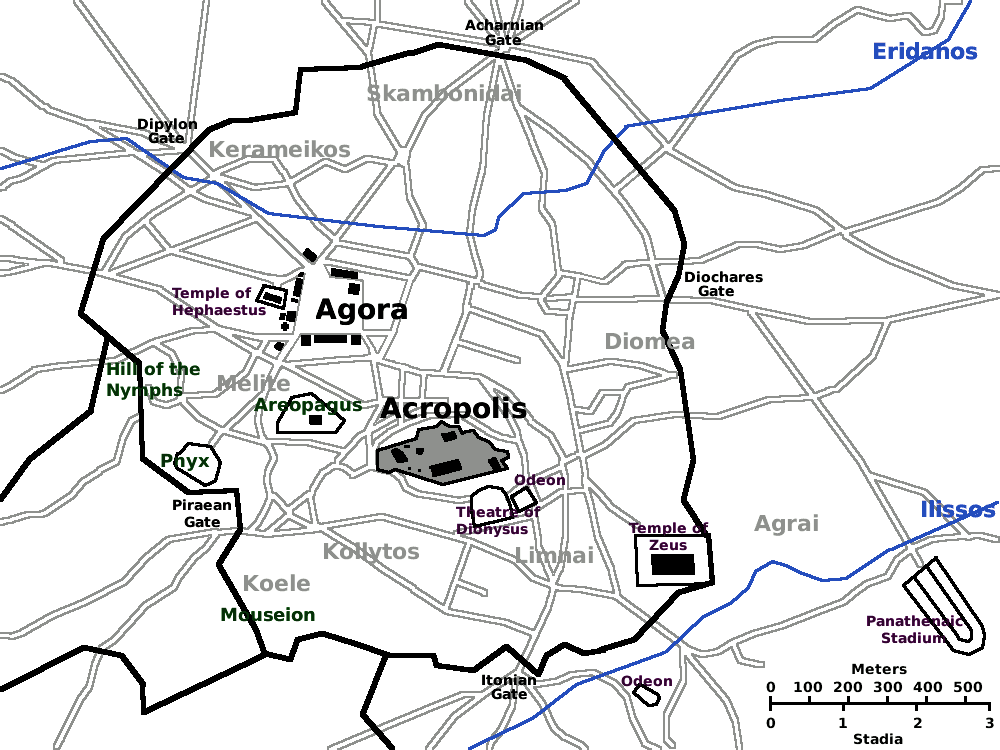
Tracé du mur de Thémistocle.

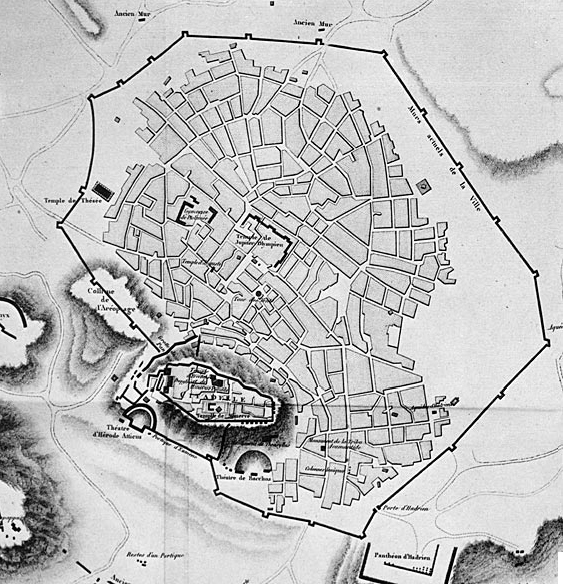
Carte d'Athènes, de Louis-François-Sébastien Fauvel, représentant la Muraille de Haseki autour de la ville (avant 1800).

Différents ensembles de murailles ou de fortifications ont été bâties dans la ville d'Athènes, capitale de la Grèce moderne, depuis l'âge du bronze jusqu'au début du XIXe siècle. Les murs de la ville d'Athènes comprennent :
- les fortifications cyclopéennes mycéniennes de l'Acropole ;
- le mur pélasgique au pied de l'Acropole ;
- le « mur archaïque », dont l'existence fait débat chez les érudits[1] ;
- le mur de Thémistocle, construit en 479 av. J.-C., principal mur d'enceinte de la ville pendant l'Antiquité, restauré et reconstruit à plusieurs reprises (sous Conon, Démosthène, Démétrios Ier Poliorcète, etc.) ;
- les Longs Murs, construits dans les années 460 et 440 av. J.-C., reliant Athènes à ses ports du Pirée et de Phalère ;
- le Protocheisma, un deuxième mur construit devant le mur de Thémistocle en 338 av. J.-C. comme défense supplémentaire contre les Macédoniens ;
- le Diateichisma (en), construit dans les années 280 av. J.-C. comme deuxième ligne de défense contre Le Pirée alors sous contrôle macédonien ;
- le mur de Valérien, construit vers 260, en partie sur le modèle des murs plus anciens et en partie comme une nouvelle fortification, pour protéger la ville contre les attaques barbares ;
- le mur hérulien (ou post-hérulien), un ensemble beaucoup plus petit construit sous le règne de Probus (276-282)[2], enfermant le centre de la ville antique après son sac par les Hérules en 267 ;
- le Rizókastro, construit au XIIIe siècle autour de l'Acropole[3] ;
- la Muraille de Haseki, construite en 1778 par le gouverneur ottoman d'Athènes, Hadji Ali Haseki.